# Ghibelin von Arles
Ghibelin von Sabran (oder Gibelin, * um 1045; † 1112 in Jerusalem) war provencalischer Kleriker, Erzbischof von Arles, päpstlicher Legat und Lateinischer Patriarch von Jerusalem.
Er stammte einer Adelsfamilie, die nach dem Ort Sabran im damals zum Heiligen Römischen Reich gehörenden Teil der Provence benannt ist.
Er wurde 1080 auf dem Konzil von Avignon zum Erzbischof von Arles ernannt, bei dem sein Amtsvorgänger Erzbischof Aicard abgesetzt wurde. Er wurde von Papst Gregor VII. geweiht. Klerus und Volk von Arles bevorzugten jedoch Aicard, der ein Verwandter des Grafen von Marseille war, und Parteigänger des römisch-deutschen Königs/Kaisers Heinrich IV. gegen Papst Gregor VII. war. Obwohl ihn Markgraf Bertrand II. von Provence unterstützte, hinderten die Bürger von Arles Ghibelin daran, die Stadt zu betreten, so dass er seine Erzdiözese nicht in Besitz nehmen konnte. Er konnte sein Amt erst 1098 antreten, nachdem Aicard gestorben war und Papst Urban II. Ghibelins Ansprüche bestätigte. Bis 1105 hatte er alle zwischenzeitlich usurpierten Ländereien des Erzbistums zurückerhalten.
Ende 1107 brach Ghibelin als päpstlicher Legat für Papst Paschalis II. ins Heilige Land auf. Er hatte den Auftrag einem Streit über das Patriarchat von Jerusalem beizulegen. Dagobert von Pisa war 1102 als Patriarch gestürzt und durch Ehremar ersetzt worden. Der Papst hatte Dagobert wiedereingesetzt, der aber 1107 starb, bevor er ins Heilige Land zurückkehren konnte. Der Papst war nun geneigt, Ehremar zu bestätigen, wogegen König Balduin I. von Jerusalem Einspruch erhob, da er diesen als inkompetent angesah. Ghibelin sollte die Sache nun entscheiden. Als Ghibelin im Frühjahr 1108 eintraf, stellte er fest, dass vor Ort offenbar niemand an der Wiedereinsetzung Ehremars interessiert war, so dass er das Patriarchat für vakant erklärte und eine Synode zu dessen Neubesetzung abhielt. Im Rahmen der Synode schlug König Balduin I. Ghibelin selbst als neuen Patriarchen von Jerusalem vor, der das Amt schließlich annahm. Ehremar wurde mit dem Erzbischofamt in Caesarea abgefunden, das günstigerweise gerade frei geworden war.
Er starb im Dezember 1112 in Jerusalem, wo ihm Arnulf von Chocques als Patriarch folgte, während das Amt des Erzbischofs von Arles bis 1115 vakant blieb.